# Ad Duodecimum

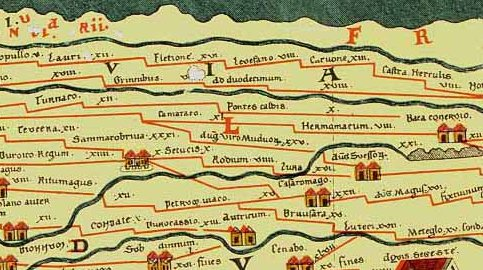
Ad Duodecimum aan de bovenzijde van de Peutingerkaart, rechts van Grinnibus

Ad Duodecimum (vertaald: bij de twaalfde) was een Romeinse nederzetting in de provincie Neder-Germanië (Germania Inferior) aan de heerweg van Noviomagus (Nijmegen) naar Lugdunum Batavorum (Katwijk-Brittenburg). Ad Duodecimum wordt vermeld in de Historiae van de Romeinse geschiedschrijver Tacitus, en staat ook vermeld op de Peutingerkaart tussen Grinnes (Rossum?) en Noviomagus.
De Peutingerkaart geeft naar alle waarschijnlijkheid de situatie weer in de vroege 3e eeuw na Chr., toen er een heerweg liep vanaf Nijmegen, hoofdstad van de civitas Batavorum (het stamgebied der Bataven) naar Forum Hadriani, de hoofdstad van de Cananefaatse civitas, en vandaar naar de meest westelijke nederzetting aan de Rijn, Lugdunum Batavorum. Deze heerweg volgde grotendeels de loop van Waal en Maas, die op de Peutingerkaart als één rivier worden weergegeven met de naam Patabus (een verschrijving van Batavus). Ad Duodecimum was een van de pleisterplaatsen langs deze weg, op een afstand van 18 Gallische mijl (ca. 40 km) van Noviomagus en 6 (ca. 13 km) vanaf Grinnes. Mogelijk was Ad Duodecimum een baanpost (statio): een officiële Romeinse halteplaats waar koeriers of reizigers konden eten, baden, overnachten en van paard kon worden gewisseld.

## Locatie van Ad Duodecimum
Naast de vermelding op de Peutingerkaart zijn er nooit concrete archeologische of historische aanwijzingen gevonden voor de locatie van Ad Duodecimum. De omschrijving "bij de twaalfde" betekent bij de twaalfde, mogelijk de twaalfde mijlpaal. De afstand dient dan gezien te worden vanuit Nijmegen. Dit komt echter niet overeen met de afstand die vermeld wordt op de Peutingerkaart.
De 18e-eeuwse Franse cartograaf Jean Baptiste Bourguignon d'Anville plaatste Ad Duodecimum in Dodewaard, op grond van de overeenkomst in naam en de afstand tot Nijmegen. Als alternatieve locaties zijn Wamel en Maasbommel-Berghuizen geopperd. In 2017 werd het gekoppeld aan een opgegraven nederzetting tussen Alphen en Dreumel.